# STS-126
STS-126 va ser una missió de la NASA amb el transbordador espacial Endeavour i va tenir com a objectiu donar continuïtat a la construcció de l'Estació Espacial Internacional. Va ser la vint-i-setena missió amb destinació a l'EEI i el vol número 124 d'un transbordador espacial.
Va rebre també la denominació de missió ULF2. El llançament estava previst per al dia 16 d'octubre del 2008, però la demora en el lliurament del tanc de combustible i els successius ajornaments de la missió STS-125, van fer que el llançament del STS-126 es retardés fins al 15 de novembre de 2008, dia en què el transbordador Endeavour es va enlairar sense problemes cap a l'Estació Espacial Internacional.
Va tornar a la Terra el 30 de novembre, aterrant a la Base de la Força Aèria d'Edwards de Califòrnia, ja que les males condicions climàtiques feien impossible l'aterratge al Centre espacial John F. Kennedy de Florida.

## Tripulació
- Christopher Ferguson -  Comandant
- Eric Boe -  Pilot
- Stephen Bowen - Especialista de la missió 1
- Heidemarie Stefanyshyn-Piper - Especialista de la missió 2
- Donald Pettit - Especialista de la missió 3
- Shane Kimbrough - Especialista de la missió 4

### Dut a l'EEIExpedició 18
- Sandra Magnus - Enginyer de vol

### Portat de l'EEIExpedició 18
- Gregory Chamitoff - Enginyer de vol